# Boksycka
Boksycka is een plaats in het Poolse district  Ostrowiecki, woiwodschap Święty Krzyż. De plaats maakt deel uit van de gemeente Kunów en telt 1454 inwoners.

## Verkeer en vervoer
- Station Boksycka